# Padirikuppam
Padirikuppam es una ciudad censal situada en el distrito de Cuddalore en el estado de Tamil Nadu (India). Su población es de 18745 habitantes (2011). Se encuentra a 2 km de Cuddalore.

## Demografía
Según el censo de 2011 la población de Padirikuppam era de 18 745 habitantes, de los cuales 9 323 eran hombres y 9 422 eran mujeres. Padirikuppam tiene una tasa media de alfabetización del 92,46%, superior a la media estatal del 80,09%: la alfabetización masculina es del 95,94%, y la alfabetización femenina del 89,13%.